# Ligne de Bobigny à Sucy - Bonneuil
La ligne de Bobigny à Sucy - Bonneuil est une ligne de chemin de fer française, établie dans les départements de la Seine-Saint-Denis et du Val-de-Marne. Appelée parfois ligne de grande ceinture complémentaire, elle constitue une variante, à l'est de la capitale, de la ligne de la grande ceinture de Paris. Fermée au service des voyageurs, elle supporte un intense trafic de fret[réf. souhaitée].
Elle constitue la ligne 957 000 du réseau ferré national.

## Histoire
Le 6 avril 1918, durant la première Guerre mondiale, un obus lancé par la Grosse Bertha explose sur la ligne de grande ceinture à Bobigny.
Vers 1920, la ligne de la grande ceinture de Paris avait la particularité, à l'est de la capitale, d'être en tronc commun sur 7 km avec la ligne de Paris-Est à Mulhouse-Ville et sur 4 km avec la ligne de Paris-Bastille à Marles-en-Brie. Il en résultait des engorgements permanents, surtout au niveau de Noisy-le-Sec. Étudié en premier, le doublement des voies sur les tronçons concernés ne fut finalement pas retenu. Il a été préféré la construction d'une ligne nouvelle de 21 km située plus à l'est.
La déclaration d'utilité publique a fait l'objet de 3 décrets successifs :
- le 21 mai 1924[3],[4] pour la section de Noisy-le-Sec à Sucy - Bonneuil ;
- le 13 août 1924[5],[4] pour la section de Bobigny à Noisy-le-Sec (tronçon surnommé « Évite-Noisy ») ;
- le 28 avril 1925[6],[4] pour les raccordements de Gagny avec la ligne de Noisy-le-Sec à Strasbourg-Ville.

Le Syndicat du chemin de fer de grande ceinture reçoit la concession de la ligne par une convention signée le 16 mai 1928 entre le ministre des Travaux publics et le syndicat. Cette convention est approuvée par une loi le 23 avril 1929.
La totalité de la ligne a été mise en service le 7 septembre 1928 et le 2 décembre 1930 pour le raccordement de Gagny, mais uniquement au service des marchandises. Ce n'est que le 1er mars 1932 qu'elle a été ouverte au service des voyageurs après la construction des gares intermédiaires. Cette exploitation a été de courte durée : la ligne a été fermée au service des voyageurs le 15 mai 1939.
Par un arrangement intervenu le 27 août 1934, le Syndicat du chemin de fer de grande ceinture est démantelé et la Compagnie des chemins de fer du Nord récupère l'exploitation de la ligne de Bobigny à Sucy - Bonneuil. Cet arrangement est approuvé par un décret le 23 octobre suivant.

## Infrastructure
C'est une ligne à double voie au bon profil, les déclivités  ne dépassent pas 6 ‰. Le rayon minimal des courbes est de 500 mètres.
L'espacement des trains est assuré par un block automatique lumineux (BAL). Elle comporte un dispositif de contrôle de vitesse par balises (KVB) et un système de liaison radio sol-train sans transmission de données.
C'est une ligne qui admet une charge à l'essieu de 22,5 tonnes, qui permet l'acheminement de convois exceptionnels particulièrement encombrants et de trains de fret longs (jusqu'à 850 mètres).

### Ouvrages d'art
Outre un pont sur le canal de l'Ourcq, la ligne ne comporte qu'un seul pont important sur la Marne (97 mètres de longueur) entre les gares de Neuilly-sur-Marne et de Bry-sur-Marne. Elle comporte également 3 tunnels : ceux de la Platrière (85 mètres), de Champigny (714 mètres) et de Chennevières (461 mètres).

### Électrification
La ligne a été électrifiée en plusieurs étapes :
- de Bobigny à la bifurcation de Gagny-Nord (et jusqu'à Gagny sur la ligne de Noisy-le-Sec à Strasbourg-Ville), en 25 kV - 50 Hz, le 14 septembre 1970 ;
- de la bifurcation de Gagny-Nord à la bifurcation nord de Bry-sur-Marne ainsi que le raccordement nord de Bry-sur-Marne, en 25 kV - 50 Hz, le 29 mai 1975[14] ;
- de la bifurcation nord de Bry-sur-Marne à la section de séparation du PK 20,348, en 25 kV - 50 Hz, le 28 septembre 1975 ;
- de la section de séparation du PK 20,348 à Sucy - Bonneuil (et au-delà vers Valenton), en 1,5 kV - courant continu, le 28 septembre 1975.

L'alimentation est réalisée en 25 kV - 50 Hz par la sous-station d'Avron, située dans le triangle de Gagny, et en courant continu 1,5 kV par les sous-stations de Brévannes sur la bifurcation de Valenton et de Pompadour de la ligne de Paris-Lyon à Marseille-Saint-Charles.

## Liste des gares
La ligne dessert six gares :
- Gare de Bobigny (réservée au fret) ;
- Gare de Noisy-le-Sec-Grande Ceinture (via le raccordement de Noisy-le-Sec-Nord) ;
- Gare de Neuilly-sur-Marne ;
- Gare de Bry-sur-Marne[15] ;
- Gare de Chennevières-sur-Marne-Grande-Ceinture ;
- Gare de Sucy - Bonneuil.

## Exploitation
Cette ligne supporte un intense trafic[réf. souhaitée] de trains de marchandises (trains inter-régionaux). Elle voit également passer sporadiquement des trains de voyageurs spéciaux en transit. La ligne est gérée par un régulateur, qui supervise l'ensemble de son trafic.